# Tennis (computerspel uit 1981)
Tennis is een sportspel voor de Atari 2600, uitgebracht in 1981 door Activision. Het spel is ontworpen door Alan Miller, een van de oprichters van Activision. Tennis werd uitgebracht in 1981 en verscheen later op diverse verzamelpakketten.

## Gameplay
Men kan het opnemen tegen de computer of tegen een andere speler. Het spel volgt in het algemeen de standaard tennisregels. De speler kan kiezen uit een oefenronde of een normale wedstrijd. De eerste speler die zes wedstrijden wint is de winnaar van het gehele toernooi.